# Ceahlău
Ceahlău – wieś w Rumunii, w okręgu Neamț, w gminie Ceahlău. W 2011 roku liczyła 1354 mieszkańców.